# Lutz Stucka
Lutz Stucka (* 21. August 1953) ist ein deutscher Autor und Heimathistoriker der Oberlausitz.

## Leben
Stucka beschreibt in seinen Chroniken vor allem die Stadt Weißwasser und deren Umgebung (Kromlau, Spremberg) und beleuchtet die historische Entwicklung anhand von Personen, Glasbetrieben, des Sports und der Kultur. Er veröffentlicht häufig thematisch gleichartige Artikel in mehreren Fortsetzungen in der Lausitzer Rundschau.

## Werke
- 2023: Gebäude mit Geschichte der Stadt Weißwsser/O.L. (T. 1), Regia-Co-Work, Cottbus, ISBN 978-3-86929-377-6
- 2022: Neues vom Jagdschloss. Regia-Co-Work, Cottbus, ISBN 978-3-86929-522-0.
- 2019: Der Stadtpark von Spremberg. Regia-Co-Work, Cottbus, ISBN 978-3-86929-370-7.
- 2015: Das Gaswerk Weißwasser. Regia-Verlag, Cottbus, ISBN 978-3-869293-45-5.
- 2015: Weißwasser im Frühjahr 1945, Teil 2. Regia-Verlag, Cottbus, ISBN 978-3-86929-299-1.
- 2014: Weißwasser im Frühjahr 1945, Teil 1. Regia-Verlag, Cottbus, ISBN 978-3-86929-276-2.
- 2013: 100 Jahre Rathaus der Stadt Weißwasser. Regia-Verlag, Cottbus, ISBN 978-3-937899-86-2.
- 2012: Die erste Schule in Weißwasser. Regia-Verlag, Cottbus, ISBN 978-3-86929-127-7.
- 2012: Tränke. Regia-Verlag, Cottbus, ISBN 978-3-86929-083-6.
- 2011: Forstmeister Walter Seitz. Regia-Verlag, Cottbus, ISBN 978-3-86929-091-1.
- 2011: Anekdoten aus Weißwasser. Regia-Verlag, Cottbus, ISBN 978-3-86929-203-8.
- 2010: 75 Jahre Stadt Weißwasser. Regia-Verlag, Cottbus, ISBN 978-3-86929-162-8.
- 2010: Kromlauer Park. Regia-Verlag, Cottbus, ISBN 978-3-86929-143-7.
- 2010: Weißwasser-Ansichten. Regia-Verlag, Cottbus, ISBN 978-3-86929-036-2.
- 2009: Chronik der Feuerwehr Weißwasser. Regia-Verlag, Cottbus, ISBN 978-3-86929-015-7.
- 2009: Die Spremberger Garnison. Regia-Verlag, Cottbus, ISBN 978-3-86929-001-0.
- 2008: Ein uralter Wald. Regia-Verlag, Cottbus, ISBN 978-3-939656-60-9.
- 1996: Chronik der Stadt Weißwasser. Inter-media, Werbeagentur GmbH, Dr. E. Merkle (Herausgeber).
- 1993: Weißwasser in alten Ansichten. Bd. 2. Europäische Bibliothek, Zaltbommel (NL), ISBN 90-288-5663-3.
- 1991: Weißwasser in alten Ansichten. Bd. 1. Europäische Bibliothek, Zaltbommel (NL), ISBN 90-288-5256-5.